# Sentier de grande randonnée 300

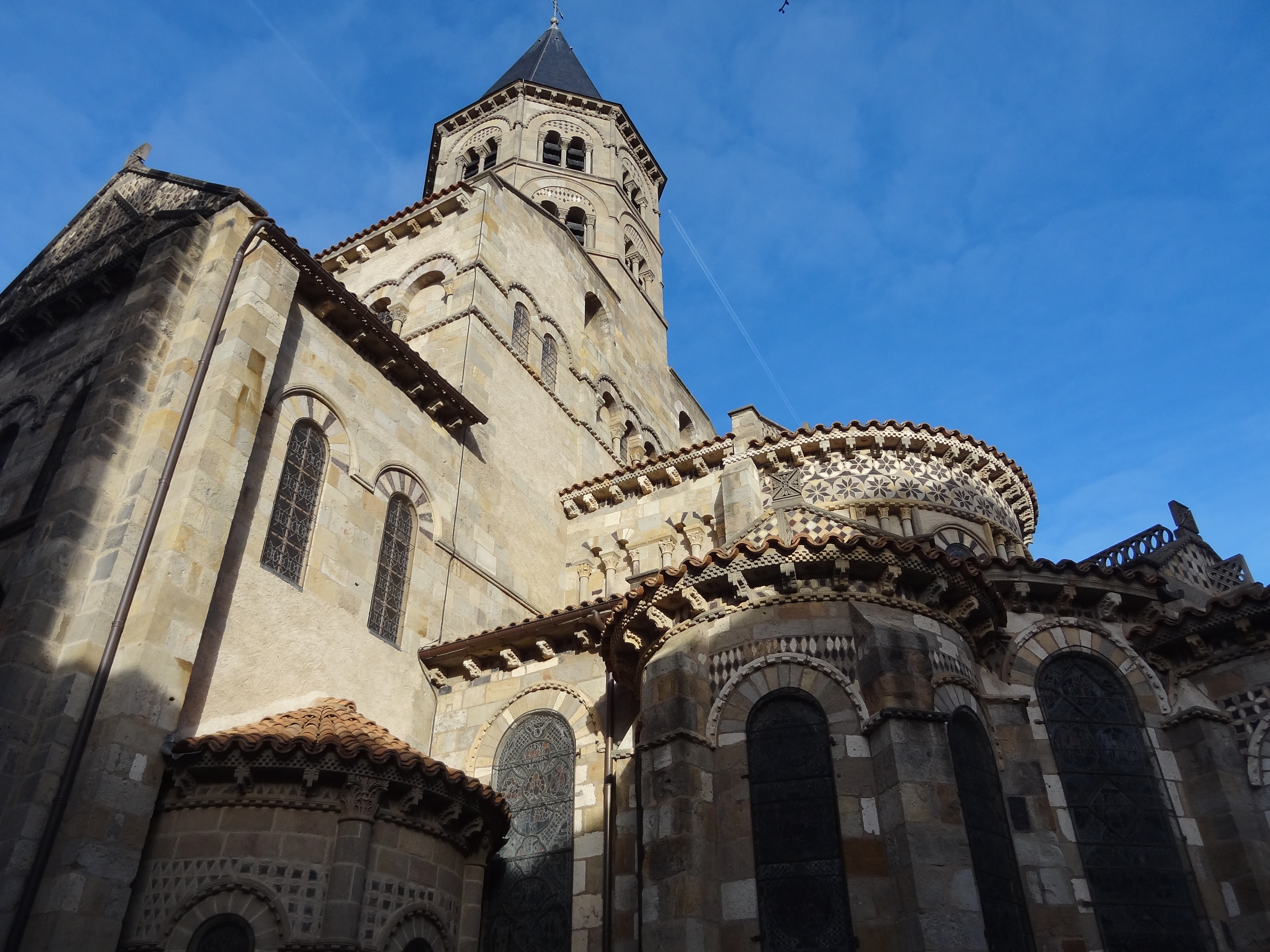
Le chevet de la basilique Notre-Dame-du-Port

Le sentier de grande randonnée 300 relie Sancoins (Cher) au Puy-en-Velay (Haute-Loire) en passant par Clermont-Ferrand (Puy-de-Dôme) et en traversant, du nord au sud, dans l'ordre, les départements de l'Allier, du Puy-de-Dôme et de la Haute-Loire et ce sur environ 300 km. Il a été homologué par la Fédération Française de Randonnée Pédestre (FFRP) en 2007 ; son balisage a été réalisé en 2008  par les Comités départementaux de cette même Fédération ; il a été inauguré à Souvigny le 19 octobre de la même année . Il s'inscrit ainsi dans la tradition des GR reprenant avec succès des tracés (connus ou méconnus) des Chemins de Compostelle.

## Histoire de l'itinéraire
Les pèlerins venant de la partie nord de la France et qui voulaient rallier Saint-Jacques de Compostelle par la via Podiensis devaient rejoindre Le Puy-en-Velay. Le GR 300 emprunte donc des sentiers historiques (chemins jacquaires) en direction du chef-lieu de la Haute-Loire. Il peut constituer, pour le randonneur au long cours, une alternative intéressante au GR 654 par sa proposition de grande traversée d'une partie des hauts plateaux d'Auvergne et du Massif Central en vue de rejoindre la voie historique connue également aujourd'hui sous l'appellation GR 65.
Le GR 300 se détache ainsi à Sancoins (Cher) du sentier de grande randonnée 654 (dont le tracé s'inspire de l'ancienne voie jacquaire de Vézelay à Limoges ou via Lemovicensis) et entre immédiatement dans le département de l'Allier. À partir du Veurdre (Allier), où il quitte la variante sud de la voie de Vézelay , cet itinéraire permettait aux jacquets de rejoindre dans un premier temps Notre-Dame-du-Port, à Clermont-Ferrand. Le GR 300 entre donc assez rapidement dans le département du Puy-de Dôme non loin du village d'Ébreuil (Allier) en direction de la capitale auvergnate ; il dépasse Clermont-Ferrand en poursuivant sa route plein sud et traverse des sites caractéristiques susceptibles à l'époque d'assurer l'accueil et l'hébergement des pèlerins en commençant par le bourg d'Aubière. Il contourne, ensuite, par l'est, l'oppidum de Gergovie, haut-lieu de la résistance gauloise, et se dirige vers La Sauvetat et Montpeyroux (villages fortifiés). À partir de là, il suit la rivière Allier jusqu'à Brioude (Haute-Loire). Dans l'intervalle, en arrivant à Issoire (abbatiale Saint-Austremoine), le GR 300 se trouve proche des confins sud du département du Puy-de-Dôme qu'il quitte à Jumeaux. Le parcours continue alors dans la Haute-Loire en direction de la capitale historique du Velay (cathédrale Notre-Dame-de-l'Annonciation du Puy-en-Velay). Le Puy-en-Velay constituait une étape importante pour les pèlerins qui s'y reposaient , s'y recueillaient et s'y reconstituaient avant de se remettre en marche pour Saint-Jacques .
Sur cet itinéraire, de nombreux autres monuments rappellent la dévotion à Saint Jacques notamment : église Saint-Julien de Saulcet (peinture murale représentant la légende du pendu dépendu, dans le bas-côté sud), chapiteau de l'église Notre-Dame de Fleuriel, portail polylobé et croix de Saint Jacques de Saint-Hilaire-la-Croix.

## Les grands sites religieux du parcours
À Mozac, l'église abbatiale et les bâtiments conventuels autour de l'ancien cloître sont un haut-lieu de l'architecture romane et sont classés monuments historiques.
Notre-Dame-du-Port, à Clermont-Ferrand, a été inscrite en 1998 dans la liste du patrimoine mondial de l'UNESCO, au titre des chemins de Compostelle en France, parmi 71 monuments.
L'abbatiale Saint-Austremoine à Issoire, datée de la fin du XIe siècle et début du XIIe siècle, est l'une des grandes églises romanes caractéristiques de Basse Auvergne.
La cathédrale Notre-Dame de l'Annonciation au Puy-en-Velay est également un monument majeur de l'art roman classé aussi au patrimoine mondial.

## Tracés optionnels
On peut signaler qu'à partir de Clermont-Ferrand, un autre tracé jacquaire (la via Arverna), rejoint également Issoire par un parcours plus montagnard, légèrement plus à l'ouest, traversant quelques beaux sites comme le village de Saint-Saturnin (église romane majeure). Le GR 300 et la via Arverna font ensuite cause commune jusqu'à Brioude, où à nouveau les chemins se séparent. La ville de Brioude constituait un point de ralliement pour les pèlerins, qui, selon les ressources et considérations de chacun, décidaient soit de poursuivre vers le Puy-en-Velay et la via Podiensis, soit de bifurquer en direction de l'ouest et de rejoindre Cahors en passant par le massif cantalien (via Arverna). On notera que la via Arverna reste aujourd'hui un parcours méconnu et donc peu fréquenté.

## Hébergements
La tradition d'hébergement existante sur les Chemins de Compostelle depuis des temps anciens est aujourd'hui en voie de raréfaction sur le GR 300     (moins "couru" que le célèbre GR 65) et le randonneur d'aujourd'hui devra veiller à une préparation minutieuse de son voyage. On trouvera néanmoins , en l'absence relative de gites d'étapes classiques et traditionnellement peu onéreux , des tables et chambres d'hôtes (Charroux - La Sauvetat - Montpeyroux) ainsi que de plus classiques hôtels . Cette précarité de l'hébergement disparaît évidemment à l'arrivée dans la ville du Puy-en-Velay .

## Tracé du GR 300
- Sancoins ;
- Le Veurdre ;
- Saint-Léopardin-d'Augy ;
- Saint-Menoux ;
- Souvigny ;
- Châtel-de-Neuvre ;
- Verneuil-en-Bourbonnais ;
- Louchy-Montfand ;
- Fleuriel ;
- Chantelle ;
- Charroux ;
- Saint-Bonnet-de-Rochefort ;
- Ébreuil ;
- Saint-Hilaire-la-Croix ;
- Combronde ;
- Mozac ;
- Clermont-Ferrand;
- Aubière ;
- Veyre-Monton ;
- La Sauvetat;
- Montpeyroux ;
- Coudes ;
- Issoire ;
- Nonette ;
- Jumeaux ;
- Brioude ;
- Paulhaguet ;
- Polignac ;
- Le Puy-en-Velay.